# Beeldenstorm

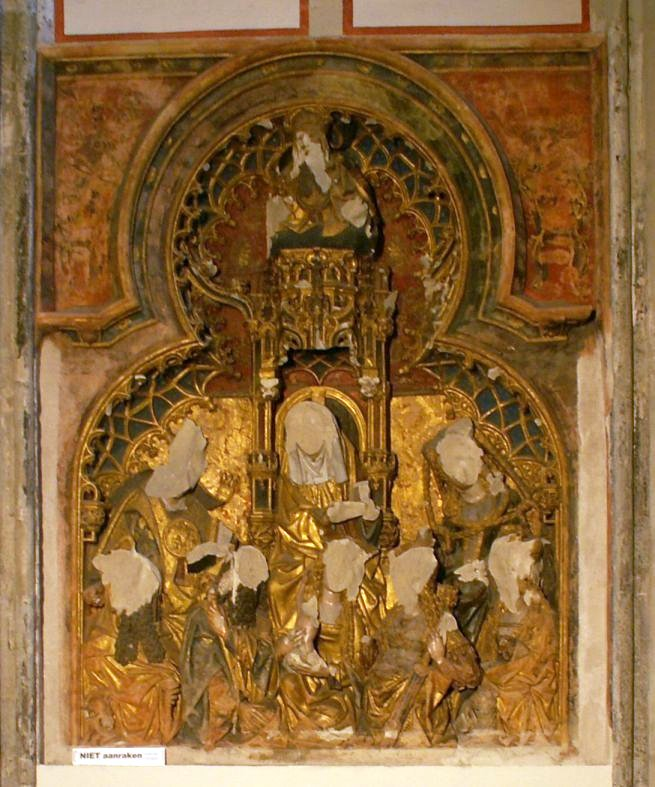
Reprezentări de sfinți distruse în timpul Beeldenstorm (Domul din Utrecht)

Beeldenstorm este o denumire generică pentru un val de distrugeri provocate în sanctuare ale bisericilor romano-catolice, care a avut loc din 10 august până în octombrie 1566, în Țările de Jos.  Această revoltă iconoclastă a început în Steenvoorde, o localitate care în prezent se află în Flandra Franceză. Beeldenstorm a fost una din cauzele care au dus la Războiul de optzeci de ani sau Revoluția Olandeză, eveniment în urma căruia pe teritoriul actual al Țărilor de Jos și-a început existența un nou stat: Republica celor Șapte Provincii Unite ale Țărilor de Jos.
Beeldenstorm a fost provocat de oamenii furioși care erau în mare parte calviniști. Distrugerile au ajuns la peste o sută de biserici, capele și mănăstiri aparținând Bisericii Romano-Catolice, și au afectat atât în exteriorul cât și interiorul așezămintelor de cult.